# بافارية قديمة

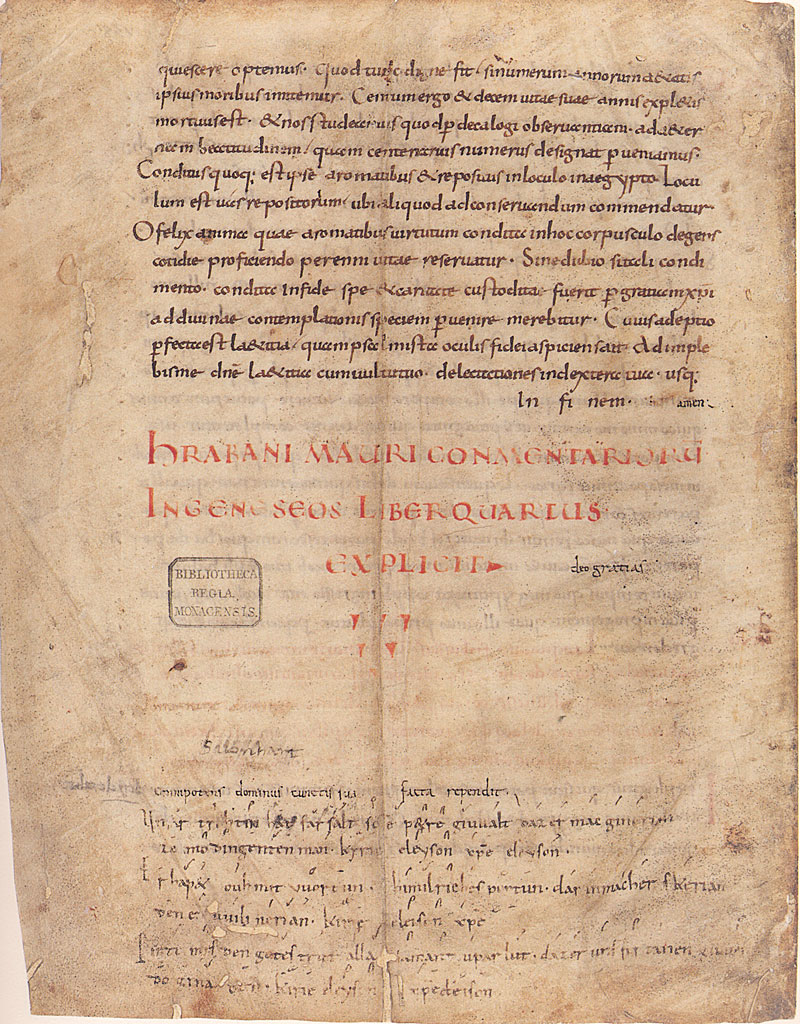
نص باللغة

البافارية القديمة هي اللغة البافارية التي كانت بين القرن الثامن الميلادي والقرن الحادي عشر.